# Massanzago
Massanzago est une commune italienne de la province de Padoue, dans la région Vénétie.

## Histoire
En 1720, Giambattista Tiepolo réalise ses premières œuvres profanes à la Villa Baglioni.

## Administration
| Période                                  | Période | Identité | Étiquette | Qualité |
| ---------------------------------------- | ------- | -------- | --------- | ------- |
|                                          |         |          |           |         |
| Les données manquantes sont à compléter. |         |          |           |         |

### Communes limitrophes
Borgoricco, Camposampiero, Noale, Santa Maria di Sala, Trebaseleghe.